# KV18
KV18 bezeichnet das altägyptische Grabmal von Pharao Ramses X. im Tal der Könige.
Das Grab ist nie fertiggestellt worden und besteht aus drei hintereinander liegenden Gängen, die zusammen 42,68 m tief in den Felsen reichen. Von der originalen Grabausstattung ist nichts erhalten und die dort gefundenen Objekte sind wahrscheinlich erst später durch starke Regenfälle im Tal hineingespült worden. Die Mumie von Ramses X. wurde nie gefunden. Die Dekoration des Grabes ist heute stark zerstört.

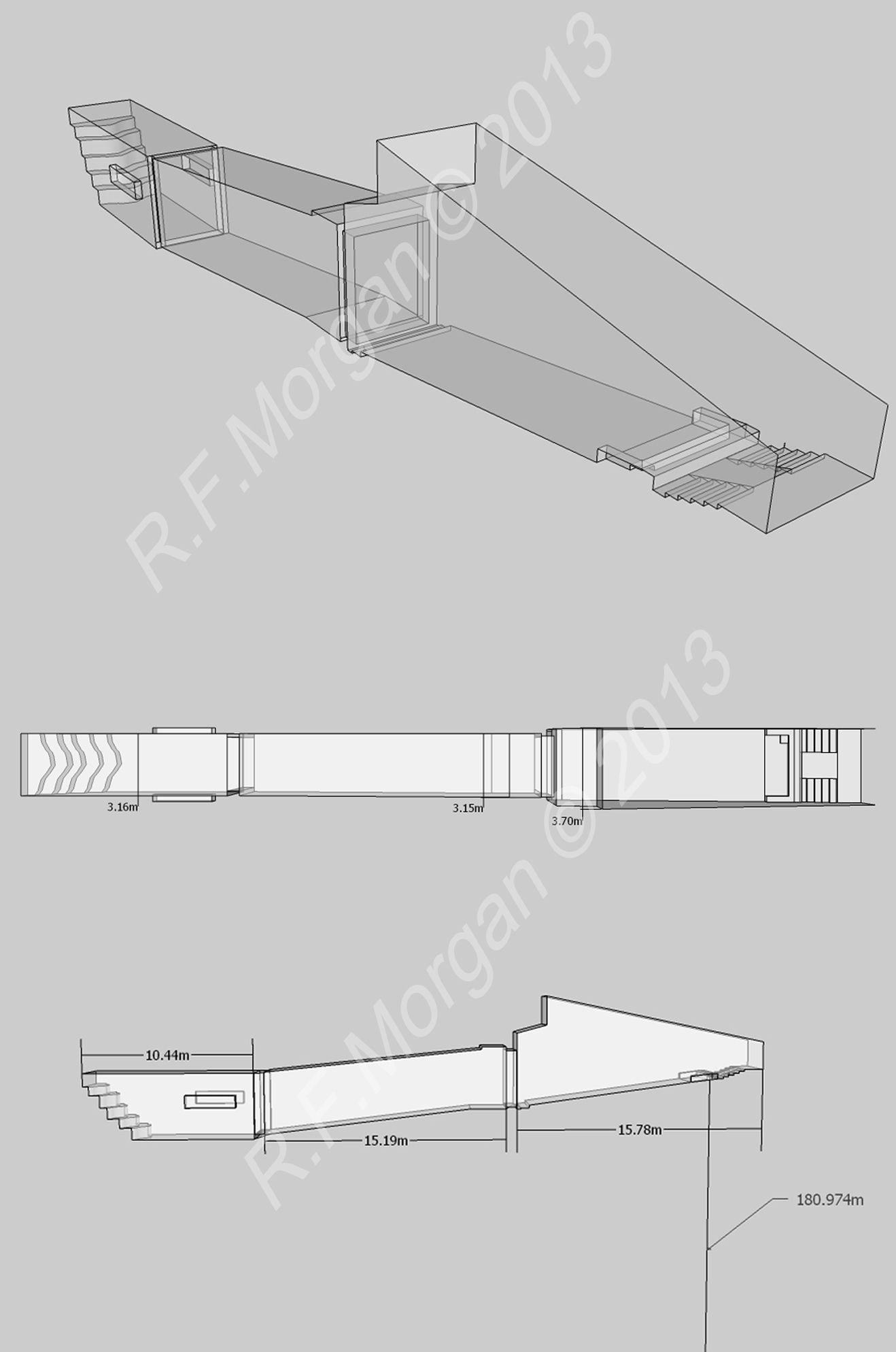
Isometrische Darstellung, Grundriss und Schnittzeichnung des Grabes